# Ti Kniver I Hjertet
El álbum Ti Kniver I Hjertet realizado por Magne Furuholmen y Kjetil Bjerkestrand (Timbersound) es el primero del grupo y se trata de la banda sonora de la película del mismo título (traducido como Diez cuchillos en el corazón). Fuera de Noruega se conocre únicamente como Cross My Heart And Hope To Die.
El álbum, fue lanzado en agosto de 1994, fecha aproximada de la película.

## Listado de temas
El álbum dispone de 21 temas:
- 1. Ti Kniver I Hjertet (Ottos Tema) (4:39)
- 2. Guttestreker (0:49)
- 3. Dialog (1:51)
- 4. Barneselskap (Lyckliga Gatan) (2:51)
- 5. Blindebukk (1:37)
- 6. Vaktmester Wiik (2:32)
- 7. Farvel Til Johnny (0:43)
- 8. När Jag För Mig Själv I Mörka Skogen Gär (Jussi Bjørling) (2:45)
- 9. Ottos Tema (1:46)
- 10. Styrkeprøven (1:09)
- 11. Den Blinde Pianostemmeren (2:19)
- 12. Far Og Sønn (1:52)
- 13. Tonerna (Jussi Bjørling) (3:17)
- 14. Dialog II (1:40)
- 15. Gjensyn Med Johnny (1:07)
- 16. Otto I Regnet (0:59)
- 17. Franks Tema (1:58)
- 18. Lyckliga Gatan (Anna Lena Løfgren) (3:35)
- 19. Tjernet (2:31)
- 20. Avslutningstema (2:32)
- 21. Blå Bakgård (0:42)

## Créditos
- Guitarra, Piano, arreglos: Magne Furuholmen.

- Todos los temas compuestos por Magne Furuholmen y Kjetil Bjerkestrand.

- Producido por: Magne Furuholmen.

- Discográfica: Warner Bros.

## Sencillos
Solo un sencillo promocional fue lanzado en Noruega en 1994 antes del lanzamiento del álbum.

### Ti Kniver I Hjertet (Ottos Tema)
- 1. Ti Kniver I Hjertet (Ottos Tema)

- Datos: Q3991006